# Leucania bani
Leucania bani är en fjärilsart som beskrevs av Shigero Sugi 1977. Leucania bani ingår i släktet Leucania och familjen nattflyn. Inga underarter finns listade i Catalogue of Life.